# ماتيو بوليتانو
ماتيو بوليتانو (بالإيطالية: Matteo Politano)‏ (3 أغسطس 1993 إيطاليا - ) هو لاعب كرة قدم إيطالي، يلعب كمهاجم.

## روابط خارجية
- ماتيو بوليتانو على موقع الاتحاد الأوربي (الإنجليزية)
- ماتيو بوليتانو على موقع إي إس بي إن إف سي (الإنجليزية)
- ماتيو بوليتانو على موقع قاعدة بيانات كرة القدم.إي يو (الإنجليزية)
- ماتيو بوليتانو على موقع ليكيب (الفرنسية)
- ماتيو بوليتانو على موقع ناشيونال فوتبول تيمز (الإنجليزية)
- ماتيو بوليتانو على موقع Soccerbase.com (لاعب) (الإنجليزية)
- ماتيو بوليتانو على موقع Soccerway.com (الإنجليزية)
- ماتيو بوليتانو على موقع عالم كرة القدم.نت (الإنجليزية)
- ماتيو بوليتانو على موقع AS.com (الإسبانية)